# Бреков
Бреков (словац. Brekov) — село и одноимённая община в районе Гуменне Прешовского края Словакии. В письменных источниках начинает упоминаться с 1310 года.

## География
Село расположено в юго-восточной части края, в южной части Низких Бескид, на правом берегу реки Лаборец, при автодороге 74. Абсолютная высота — 144 метра над уровнем моря. Площадь муниципалитета составляет 9,71 км².

## Население
| Год:                | 1994 | 2004    | 2014    | 2024    |
| ------------------- | ---- | ------- | ------- | ------- |
| Количество человек: | 1236 | 1262    | 1368    | 1308    |
| Разница:            |      | +2,10 % | +8,39 % | −4,38 % |

По данным последней официальной переписи 2011 года, численность населения Брекова составляла 1345 человек.